# 中原居住区

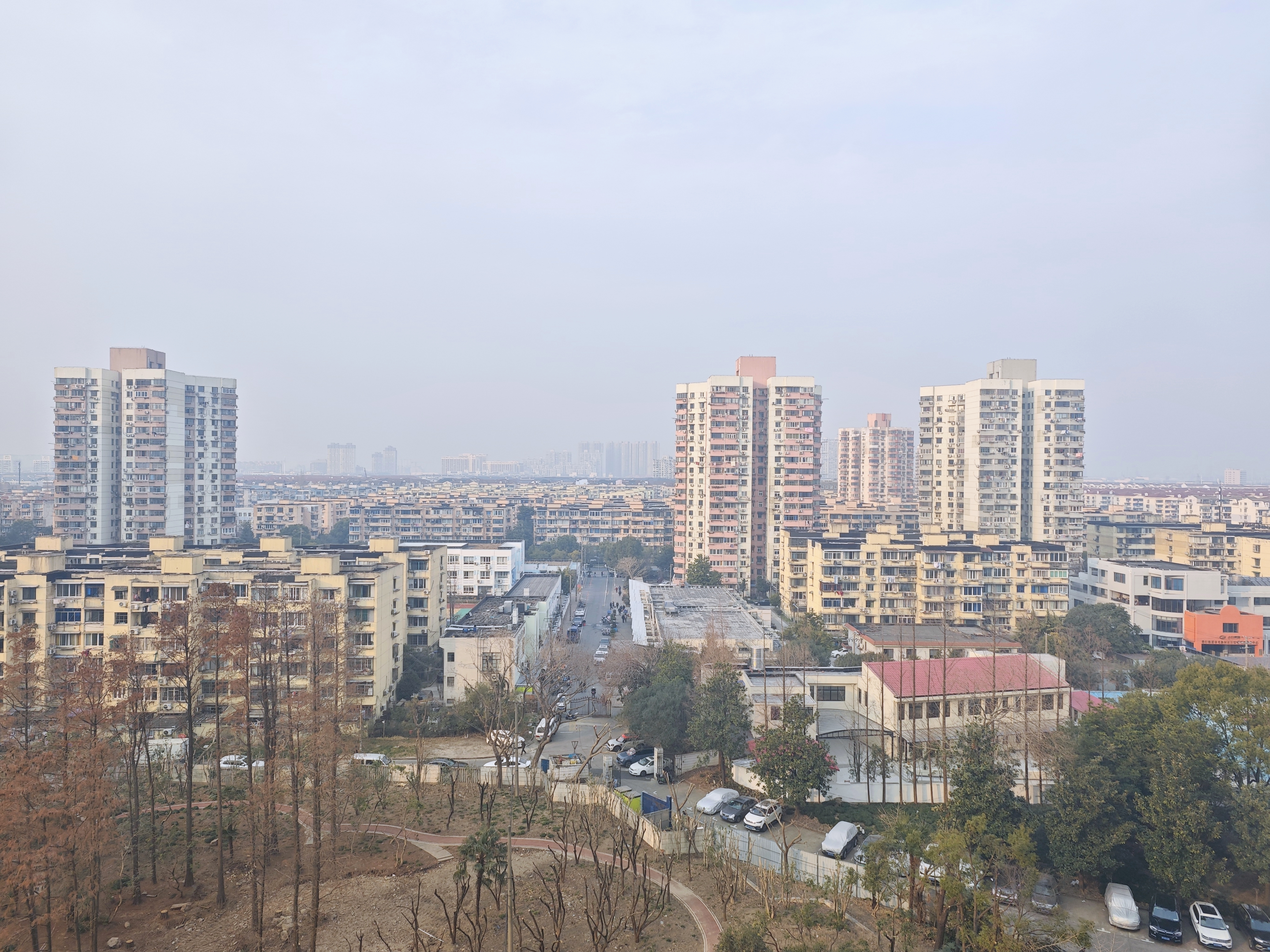
在市光一村的高楼上俯瞰中原居住区

中原居住区是位於中華人民共和國上海市楊浦區北部的一個居住区，范围东起何杨支线，西至闸殷路、世界路，南至翔殷路。中原居住区包括工农新村、开鲁新村、市光新村、国和新村、民星新村、闸殷新村等小区。中原居住区总用地362公颂，总建筑面积384万平方米。中原居住区以中原路为主道路，包头路、世界路、开鲁路、市光路、国和路、民星路、嫩江路為輔助道路。居住区内有综合医院、卫生服务中心、体育场、电影院、文化馆、图书馆等。

## 歷史
中原居住区其實是在1952年上海柴油机厂自建的工农新村的基礎上建成的，1982年10月21日，上海市城市规划设计研究院提出了工农新村规划和民星路居住区规划。1984年4月，上海市城市规划设计研究院又提出了市光新村、开鲁新村、国和新村3个新村规划。
1987年前后中原居住区开始动工。1996年全部竣工。